# Revolution of the Heart
Revolution of the Heart è il nono album del musicista britannico Howard Jones, pubblicato dalla Koch Records nel 2005.

## Tracce
1. Celebrate Our Love – 4:42
2. Respected – 5:37
3. Just Look at You Now – 4:21
4. Revolution of the Heart – 3:15
5. I've Said Too Much – 5:06
6. The Presence of Other – 6:15
7. Black & White – 5:25
8. Another Chance – 5:49
9. Stir it Up – 3:31
10. For You, See Me – 8:34

(Tutte le tracce composte da Robbie Bronniman e Howard Jones, eccetto traccia 9 composta da Robin Boult, Bronniman e Jones)